# Wąsosz Górny (gromada)
Wąsosz Górny – dawna gromada, czyli najmniejsza jednostka podziału terytorialnego Polskiej Rzeczypospolitej Ludowej w latach 1954–1972.
Gromady, z gromadzkimi radami narodowymi (GRN) jako organami władzy najniższego stopnia na wsi, funkcjonowały od reformy reorganizującej administrację wiejską przeprowadzonej jesienią 1954 do momentu ich zniesienia z dniem 1 stycznia 1973, tym samym wypierając organizację gminną w latach 1954–1972.
Gromadę Wąsosz Górny z siedzibą GRN w Wąsoszu Górnym (w obecnym brzmieniu Waleńczów)utworzono – jako jedną z 8759 gromad na obszarze Polski – w powiecie kłobuckim w woj. stalinogrodzkim, na mocy uchwały nr 19/54 WRN w Stalinogrodzie z dnia 5 października 1954. W skład jednostki weszły obszary dotychczasowych gromad Brzózki, Marianów (z wyłączeniem wsi Annolesie), Nowa Wieś, Wąsosz Dolny i Wąsosz Górny (z wyłączeniem gajówki Popów) ze zniesionej gminy Wąsosz Górny w tymże powiecie, a także oddziały leśne nr nr 115–129, 130 i 135–155 z Nadleśnictwa Parzymiechy. Dla gromady ustalono 17 członków gromadzkiej rady narodowej.
20 grudnia 1956 województwo stalinogrodzkie przemianowano (z powrotem) na katowickie.
31 grudnia 1961 do gromady Wąsosz Górny włączono wsie Więcki, Płaczki i Annolesie ze zniesionej gromady Więcki w tymże powiecie.
1 lipca 1963 z gromady Wąsosz Górny wyłączono wieś Brzózki, włączając ją do gromady Popów w tymże powiecie.
Gromada przetrwała do końca 1972 roku, czyli do kolejnej reformy gminnej.